# Dreux

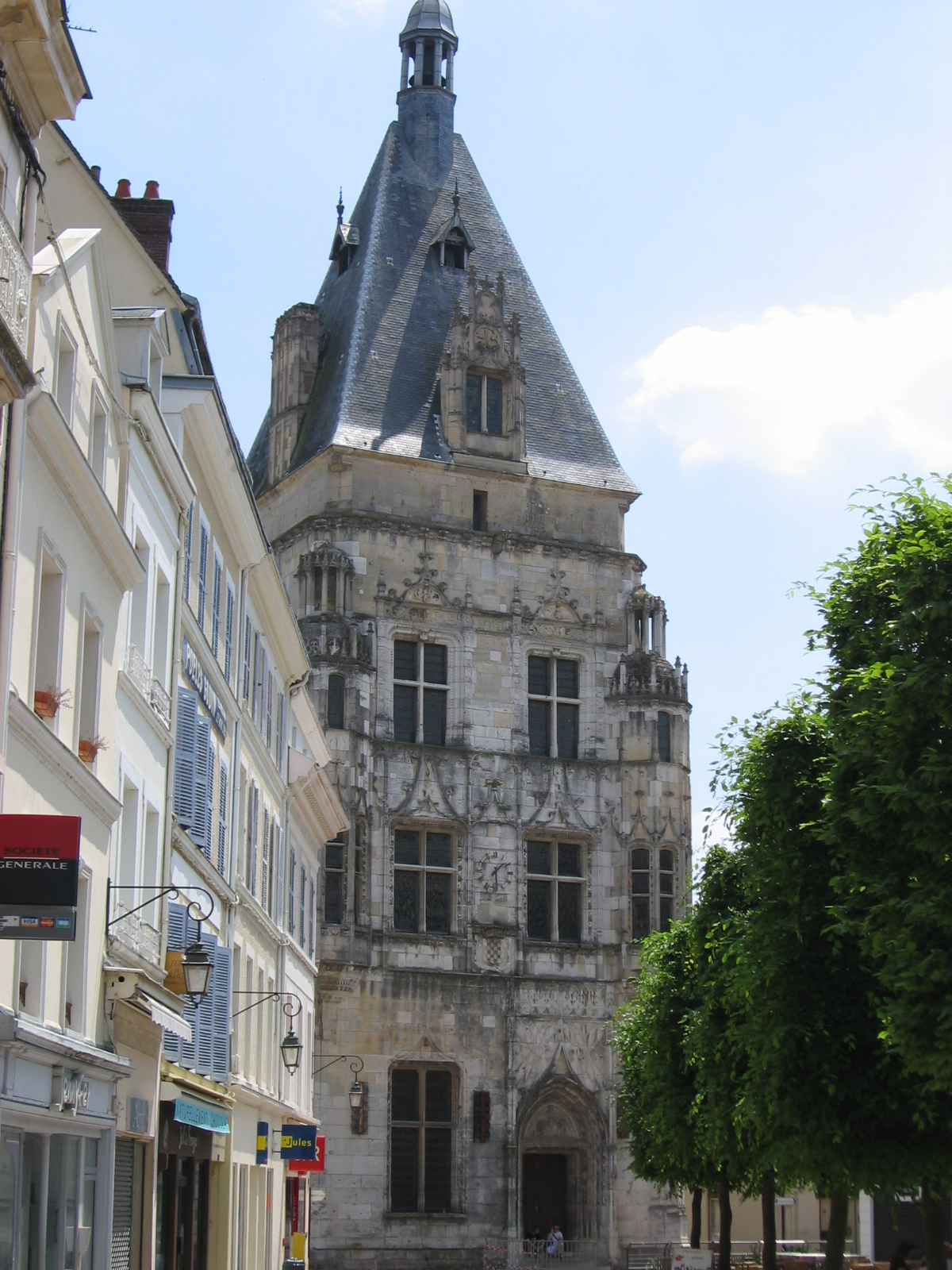
Il Beffroi

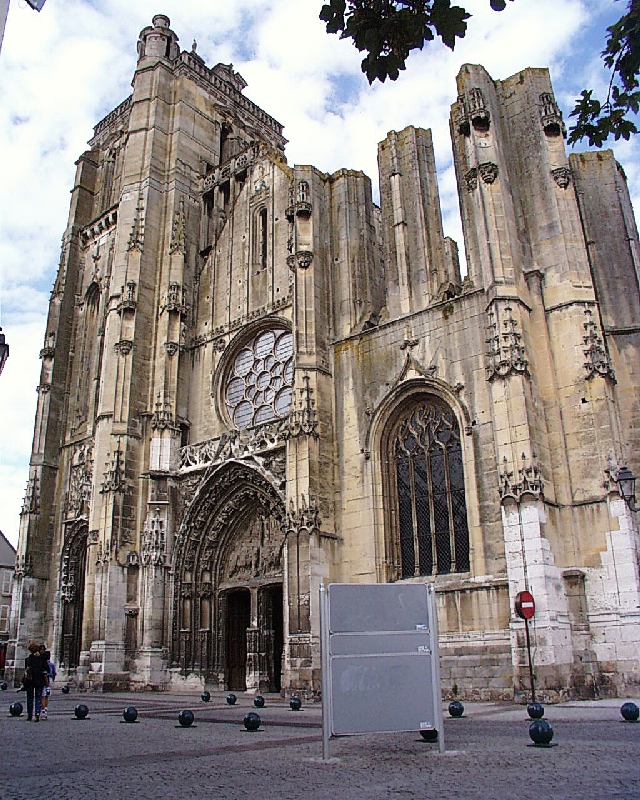
La chiesa di San Pietro

Dreux (IPA: /dʁø/) è un comune francese di 31 314 abitanti situato nel dipartimento dell'Eure-et-Loir nella regione del Centro-Valle della Loira.
Il paese, i cui abitanti si chiamano Drouais o Durocasses, diede i natali al botanico Jean-Louis-Auguste Loiseleur Deslongchamps (1774-1849) ed al sociologo francese François de Singly (1948).

## Storia

### Simboli
Nel XII secolo, Roberto, figlio di Luigi VI il Grosso, re di Francia e Conte di Dreux, concesse alla città di Dreux il proprio emblema scaccato d'oro e d'azzurro, con la bordura di rosso. Successivamente la bordatura fu tolta e lo scudo venne circondato da rami di quercia, in riferimento ai druidi che, secondo le leggende, avevano Dreux come loro centro principale. Lo stemma è stato registrato nell'armoriale della Généralité di Parigi il 20 novembre 1696.
Il motto che accompagna lo stemma deriva dall'espressione celtica o ghel an heu ("che il grano cresca"), formula pronunciata dai druidi al solstizio d'inverno quando tagliavano il vischio sacro. Nel Medioevo l'espressione si trasformò in Au gui l'an neuf ed è usata come buon augurio nel passaggio al nuovo anno.

## Società

### Evoluzione demografica
Abitanti censiti

## Monumenti e luoghi d'interesse
- La torre civica (Beffroi) è il simbolo della città. Venne costruita tra il 1512 e il 1537, iniziato in stile tardogotico e poi terminata secondo il gusto rinascimentale. Si presenta come una grande torre campanaria, aperta da finestre crociate con agili torrette angolari a sporto.
- La chiesa di San Pietro è un complesso edificio eretto a partire dal XIII secolo in stile gotico e terminato nel XVI-XVII secolo in stile rinascimentale. Al suo interno si conservano pregiate vetrate cinque-seicentesche.
- Il Castello Reale, che sorge su una collina a dominio della città, venne eretto dai Conti di Dreux a partire dal XII secolo, e in seguito divenne residenza degli Orléans. Semidistrutto durante l'assedio di Enrico IV di Francia guidato da Sully, oggi conserva la cinta fortificata a torri cilindriche, scapitozzate da Enrico IV. Nel suo complesso vi sorge la Cappella Reale di San Luigi, eretta nel 1816 per volere dalla duchessa d'Orléans Luisa Maria Adelaide di Borbone come mausoleo della sua famiglia. Il progetto, in un ibrido stile neogotico-neorinascimentale coronato da cupola, è del parigino Claude-Philippe Cremail. Vi si conservano preziose architetture funerarie e splendide vetrate della Manifattura di Sèvres.

## Amministrazione

### Gemellaggi
- Todi, dal 1960[5]
- Melsungen, dal 1966
- Koudougou, dal 1972
- Evesham, dal 1977
- Bautzen, dal 1992
- Lerici